# Антон Грасер
Антон Грасер (на немски: Anton Grasser) е германски офицер, който служи по време на Първата и Втората световна война.

## Живот и кариера
Антон Грасер е роден на 3 ноември 1891 г. в Босендорф, Германска империя.
Записва се в армията през 1914 г. и взема участие в Първата световна война. Издигнат е в ранг лейтенант от резерва през март 1915 г.
След края на войната, през 1920 г., се присъединява към полицията.
През 1935 г. се присъединява към Вермахта. Към началото на Втората световна война е командир на пехотен батальон с ранг оберстлейтенант. Бързо се изкачва в ранг и на 1 май 1944 г. издигнат до чин генерал от пехотата. През войната командва следните формирования:
- 25-а пехотна дивизия (моторизирана) от 25 януари 1942 г. до 23 юни 1943 г.
- 56-и танков корпус от 15 ноември 1943 г.
- 26-и корпус от 16 февруари 1944 г.
- Оперативна група Нарва от 3 юли 1944 г.
- Оперативна група Грасер от 25 септември 1944 г.
- 72-ри корпус от 22 януари 1945 г.

Пленен е на 8 май 1945 г. и е освободен през 1947 г.
През 1951 г. се завръща на служба в граничната полиция на Западна Германия, където остава до пенсионирането си през 1953 г.
Умира на 3 ноември 1976 г. в Щутгарт, Германия.

## Дати на произвеждане в звание
- Лейтенант от резерва – март 1915 г.[1]
- Оберст – 1 март 1941 г.[1]
- Генерал-майор – 15 август 1942 г.[1]
- Генерал-лейтенант – 1 януари 1943 г.[1]
- Генерал от пехотата – 1 май 1944 г.[1]

## Награди
- Рицарски кръст – 16 юни 1940 г.[1]
- Рицарски кръст с дъбови листа (номер 344) – 5 декември 1943 г.[1]
- Златен Германски кръст – 11 март 1943 г.[1]